# Peptid-metionin (S)-S-oksid reduktaza
Peptid-metionin -oksid reduktaza (EC 1.8.4.11, MsrA, metionin sulfoksidna reduktaza (nespecifična), metionin sulphoksidna reduktaza A, metionin -oksidna reduktaza (nespecifična), metionin -oksidna reduktaza, metionin sulfoksidna reduktaza A, peptid metionin sulfoksidna reduktaza) je enzim sa sistematskim imenom peptid--metionin:tioredoksin-disulfid S-oksidoreduktaza (formira L-metionin (S)-S-oksid). Ovaj enzim katalizuje sledeću hemijsku reakciju
(1) peptid--metionin + tioredoksin disulfid + 2O {\displaystyle \rightleftharpoons } peptid--metionin (-oksid + tioredoksin
(2) -metionin + tioredoksin disulfid + 2O {\displaystyle \rightleftharpoons } -metionin (-oksid + tioredoksin
Ova reakcija teče u reverznom smeru. Enzim manifestuje visoku specifičnost za redukciju S-forms L-metionin S-oksid. On deluje brže na ostatak u peptidu, nego na slobodnu aminokiselinu.

## Literatura
- Nicholas C. Price; Lewis Stevens (1999). Fundamentals of Enzymology: The Cell and Molecular Biology of Catalytic Proteins (Third изд.). USA: Oxford University Press. ISBN 019850229X.
- Eric J. Toone (2006). Advances in Enzymology and Related Areas of Molecular Biology, Protein Evolution (Volume 75 изд.). Wiley-Interscience. ISBN 0471205036.
- Branden C; Tooze J. Introduction to Protein Structure. New York, NY: Garland Publishing. ISBN 0-8153-2305-0.
- Irwin H. Segel. Enzyme Kinetics: Behavior and Analysis of Rapid Equilibrium and Steady-State Enzyme Systems (Book 44 изд.). Wiley Classics Library. ISBN 0471303097.
- William P. Jencks (1987). Catalysis in Chemistry and Enzymology. Dover Publications. ISBN 0486654605.

## Spoljašnje veze
- Peptide-methionine+(S)-S-oxide+reductase на 